# فراز (موسیقی)

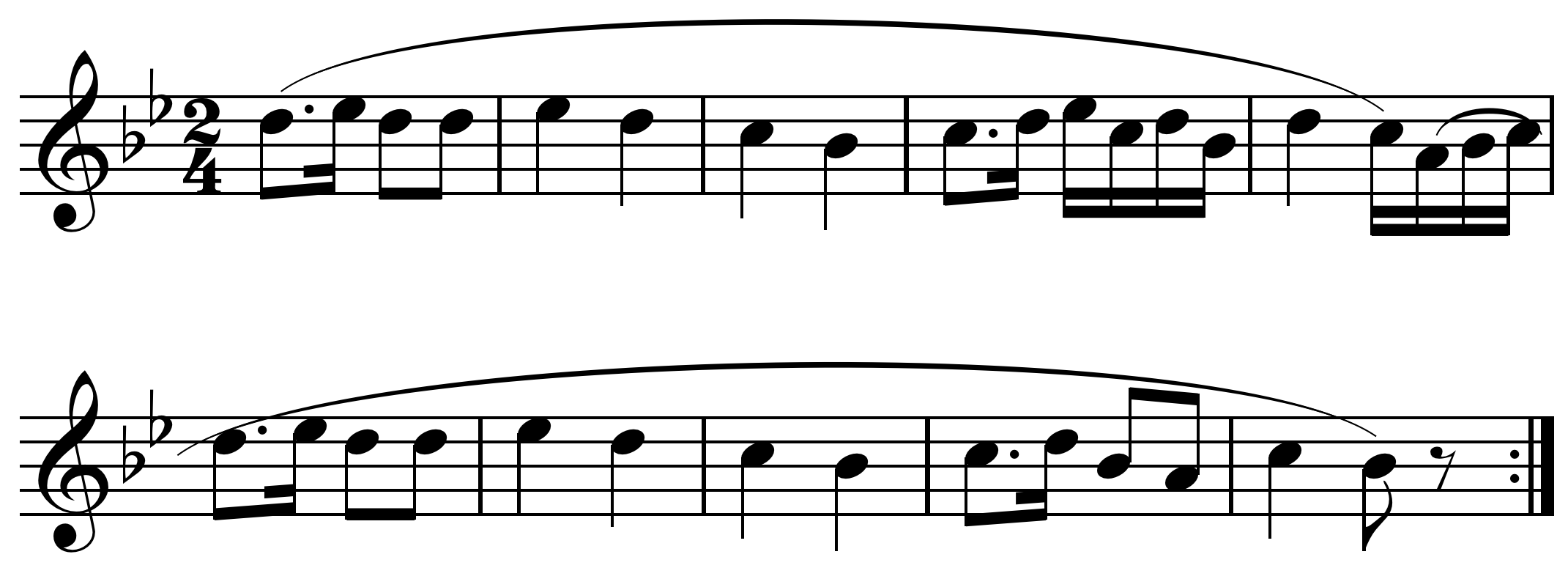
جمله‌ای متشکل از فرازهایی با پنج میزان در قطعهٔ فلدپارتیتا از جوزف هایدن

در تئوری موسیقی، فراز (فرانسوی: phrase‎) به معنای یک واحد از موسیقی دارای متر (موزون) است که به تنهایی دارای یک احساس موسیقایی کامل است. در یک فراز موسیقی، از موتیفها و فیگورهای مختلف استفاده می‌شود و با ترکیب کردنِ فرازها، جمله‌ها و پاساژها ساخته می‌شوند و ملودی قطعه به دست می‌آید.

## مثال
اگر یک دوبیتی با موسیقی همراه شود، به ملودی هر مصراع یک فراز می‌گوییم. فرازها معمولاً خود دارای دو قسمت مبتدا (سؤال) و خبر (جواب) هستند. درون هر فراز اجزای موسیقایی کوچک‌تری می‌توان یافت که به آن‌ها موتیف می‌گوییم. دو یا چند فراز که به هم وصل شده‌اند را یک جمله می‌نامیم. فرازها ممکن است دو تا چند میزان باشند ولی بیشترشان چهار میزان دارند. فرودی که در انتهای هر فراز اجرا می‌شود معمولاً یک فرود کاذب است، اما فرودی که در پایان یک جمله اجرا می‌شود کامل است.